# 호플러 텍스트

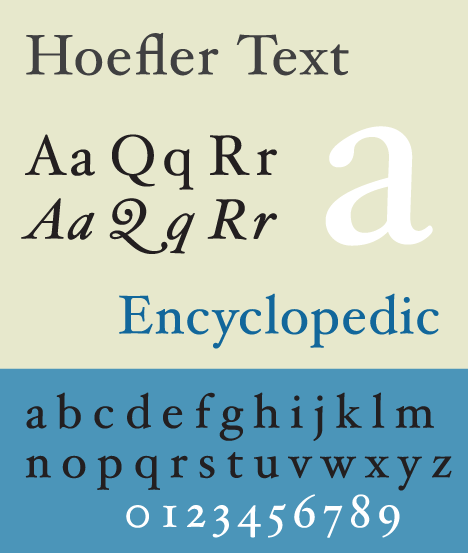
호플러 텍스트

호플러 텍스트(영어: Hoefler Text)는 고급 서체 기술을 증명하기 위해 애플 컴퓨터를 대상으로 개발된 세리프 안티퀴어 글꼴이다.
1991년 조나단 호플러가 설계한 글꼴로, 호플러 텍스트 버전은 시스템 7.5 이후로 모든 버전의 맥 OS에 포함되고 있다.

## 역사
이 글꼴이 도입된 이후 호플러 텍스트는 추가적인 타이포그래피 기능을 포함하는 데까지 확장되었다.
2010년 재디자인을 하기 전까지 위키백과 로고에 사용되었으며, 그 뒤로 리눅스 리버틴으로 교체되었다.

## 참조
1. ↑  Hoefler Text | Hoefler & Frere-Jones. Retrieved November 18, 2009.
2. ↑  Wikipedia:Wikipedia logos